# 张桂联
张桂联（1918年2月26日—2015年6月11日），男，山西五台人，中国飞行力学专家、航空教育家，曾任北京航空学院教授、博士生导师。